# Fleckenkernbeißer
Der Fleckenkernbeißer (Mycerobas melanozanthos) ist eine Art aus der Unterfamilie der Stieglitzartigen. Die Art kommt ausschließlich in Asien vor. Von der IUCN wird die Art als nicht gefährdet (least concern) eingeordnet.

## Erscheinungsbild

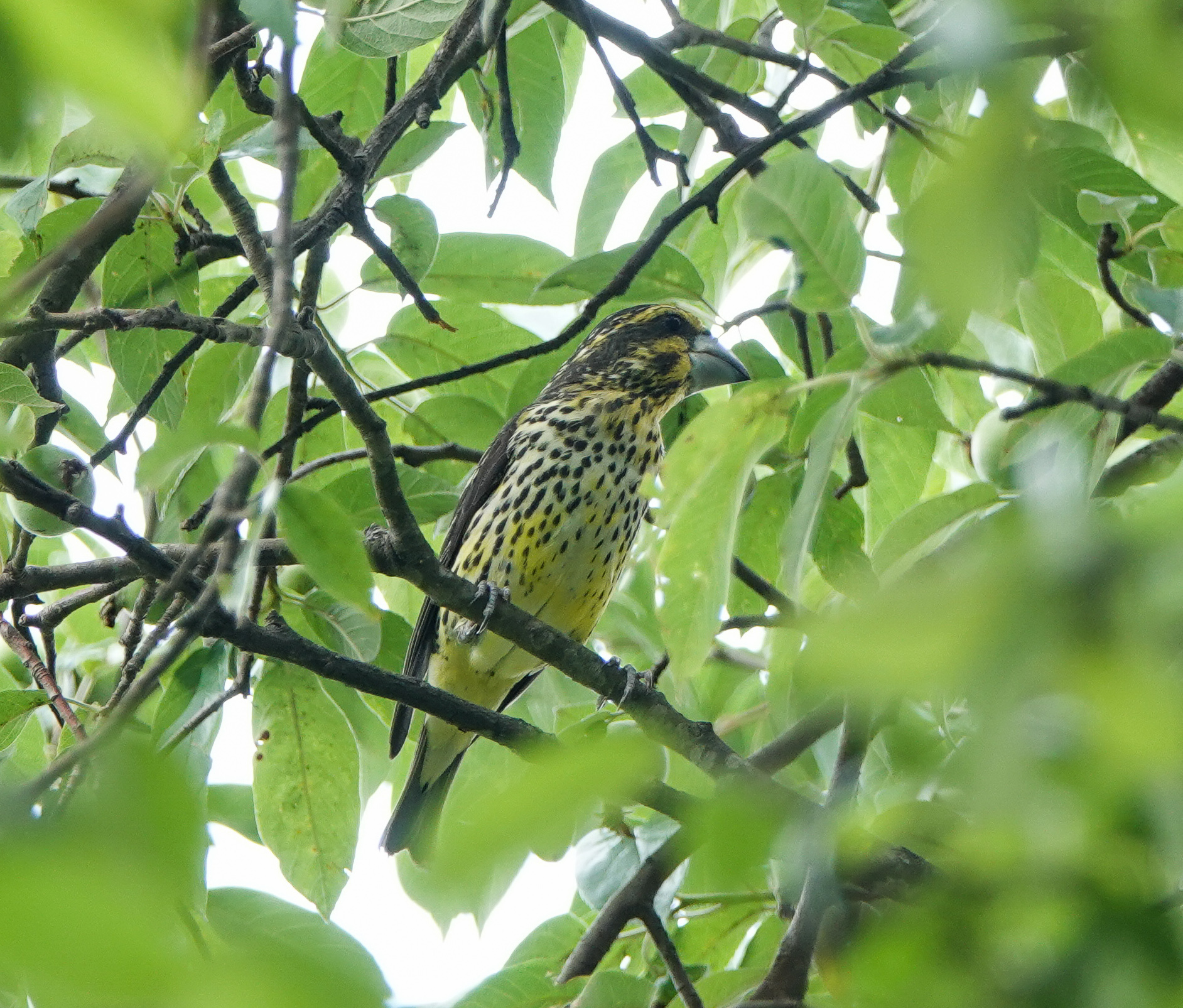
Weiblicher Fleckenkernbeißer

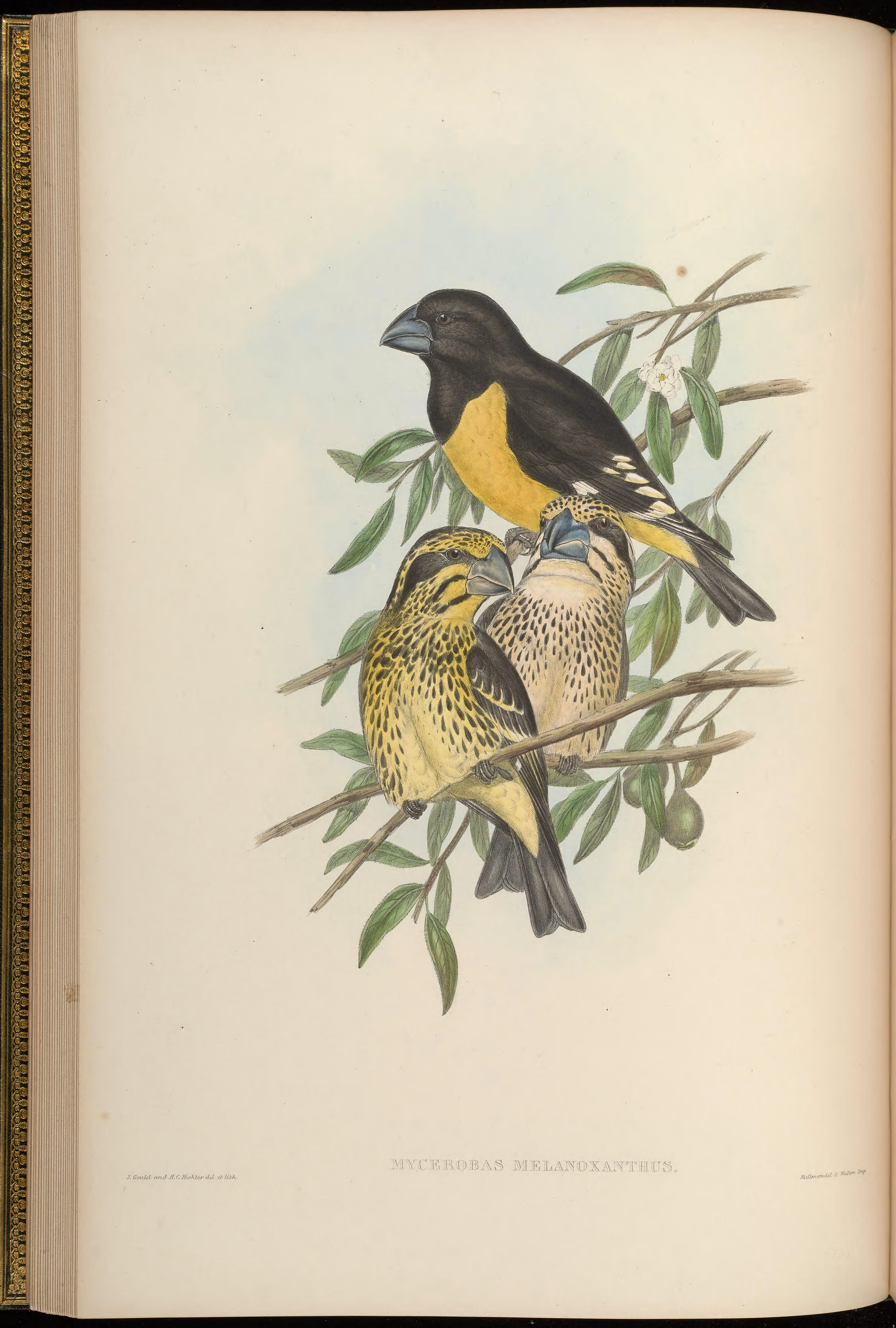
Fleckenkernbeißer, Illustration

Der Fleckenkernbeißer erreicht eine Körperlänge von 21 bis 23 Zentimetern. Der Geschlechtsdimorphismus ist stark ausgeprägt.
Das Männchen ist auf der Körperoberseite überwiegend schwarz. Die Flügeldecken haben eine gelbe Binde und weiße Flecken. Die Handschwingen haben weiße Säume und weiße Spitzen. Der Bauch, die Unterschwanzdecken und der Bürzel sind gelb. Bei den Weibchen fehlt das Schwarz im Gefieder. Es ist stattdessen auf der Körperoberseite grau. Die Unterseite ist ähnlich wie beim Männchen gelb. Auffallend ist die stark abweichende Gesichtsfärbung des Weibchens. Es hat gelbe Überaugstreifen, gelbe Zügel und eine gelbe Kehle.

## Verbreitungsgebiet
Das Verbreitungsgebiet des Fleckenkernbeißers erstreckt sich vom Norden Pakistans über Tibet, Assam, Myanmar, den Norden Thailands, Laos bis in den Westen von China. Anders als der Wacholder, Gold- und Gelbschenkel-Kernbeißer ist der Fleckenkernbeißer keine so ausgeprägte Art der Höhenlagen. Er ist aber auch noch in Höhenlagen von 3000 Metern anzutreffen. Während des Winterhalbjahrs zieht er ins Flachland. Sein Lebensraum sind Nadel- und Mischwälder. Zu seinem Nahrungsspektrum gehören vor allem Beeren.
Das Nest ist napfförmig. Das Gelege umfasst zwei bis drei Eier. Die Brutzeit beträgt 18 bis 20 Tage.

## Haltung in menschlicher Obhut
Der Fleckenkernbeißer wurde erstmals 1885 im Zoo von London gezeigt. Die Art wird verhältnismäßig selten importiert. Die Importzahlen haben erst in den 1990er Jahren zugenommen.

## Belege

### Weblink
- Mycerobas melanozanthos in der Roten Liste gefährdeter Arten der IUCN 2013.2. Eingestellt von: BirdLife International, 2012. Abgerufen am 3. Januar 2014.